# Amélie-les-crayons
Amélie-les-crayons es un grupo musical francés de folk y de chanson, caracterizado por sus elaboradas actuaciones en directo, que son casi un espectáculo de teatro o cabaret. Está formado por la cantante, Amélie, junto a 3 músicos en los distintos instrumentos. Aunque lo lógico sería pensar que el nombre del grupo proviene de Amélie, por la cantante, y Les crayons ("Los lápices"), por los 3 músicos que la acompañan, la realidad es que no es ese su verdadero origen, que se ha mantenido siempre en un halo de misterio, avivado en parte por el título de su segundo álbum "Et porquoi les crayons?" ("¿Y por qué los lápices?"), o por el hecho de que los músicos del tercer disco no sean los mismos que los anteriores. Se ha sugerido que los lápices hacían referencia a los que Amélie utiliza de vez en cuando para recogerse el pelo. Sin embargo, en una entrevista ha admitido que se trataba de un guiño a la canción así titulada de Bourvil.
Amélie concibió el grupo no como un número de canto, pues en su opinión, de esa forma solo se centra la atención en la cantante, sino como un espectáculo de canciones. De esta forma, sus actuaciones en directo se caracterizan por una cuidada puesta en escena, donde cobran gran importancia la ambientación, el vestuario o los personajes, transformándolas en mucho más que un mero concierto. Entre otras cosas, han utilizado en sus espectáculos un piano que se abría para hacer crecer flores, u otro con una puerta por la que el grupo entraba y salía de escena.

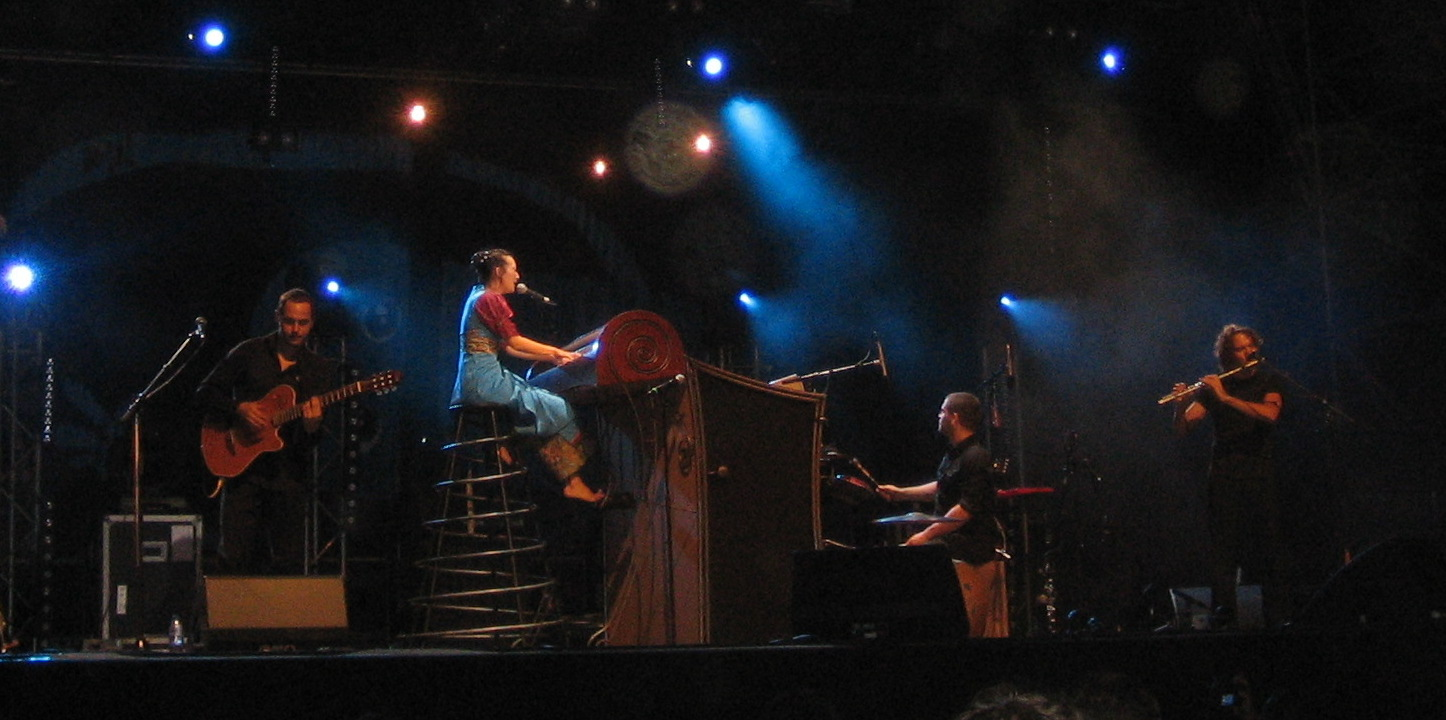
Amélie-les-crayons en el Festival WoodsTower de Lyon en 2008.

## Biografía
Amélie, originaria del municipio de Vienne, situado en el departamento francés de Isère, aprendió piano en la escuela de música local. Bastante joven pasa a interesarse también por el teatro de calle, y estudia arte dramático al tiempo que empieza a componer algunas canciones para sus amigos. También durante esta época participa en un programa en la radio local que se emitía a las 6h y que fue rápidamente bautizado como "Les matins d'Amélie" ("Las mañanas de Amélie"). Un día decide grabar una maqueta con sus canciones, que llega hasta los oídos de la entonces recientemente creada discográfica Neômme, que le propone organizar algunos conciertos en Lyon para ver qué pasa, dando de esta forma comienzo a Amélie-les-crayons.
En 2002, con 21 años, comienza a actuar en Lyon en pequeñas salas o en café-conciertos, donde va floreciendo poco a poco el personaje, el talento y el universo de Amélie. A finales de 2002, comienza un trabajo a 4 con Laurent Fellot, Heiko Wilhelm y Michel Caroline, que además de músicos, representan diferentes personajes en escena. Tras la publicación de "Le chant des coquelicots" ("El canto de las amapolas"), con 6 canciones, en octubre de ese año, el grupo se centra en trabajar en la puesta en escena. En diciembre, presentan una parte de este trabajo delante de 400 espectadores en Lyon. Empiezan entonces a recibir los primeros premios:
- Grand Prix tremplin 'Quand la Chanson est Bonne' (Chassieu 69)
- Grand Prix festival Chanson de Hauterives (26)
- Grand Prix international VISA à Villefranche (12)
- Prix de la Culture Le Mans Cité Chanson (72)
- Truffe d'argent Radio France à Périgueux (24)
- Sélection Fnac Octoprod
- Sélection Grand Huit, échange franco-québécois

El grupo comienza a actuar como teloneros de artistas consolidados como Kent, Michèle Bernard, Anne Sylvestre, Paris Combo, Frères Brothers, Epis Noirs, Sanseverino, etc. Poco a poco, su público se va haciendo cada vez más numeroso. En junio de 2004, presentan su nuevo álbum de estudio "Et pourquoi les crayons?" ("¿Y por qué los lápices?"), con 14 canciones, que entra en el top 200 de ventas de Francia tras su publicación, para permanecer durante 13 semanas consecutivas, un hecho insólito para un grupo independiente.
Tras un enorme éxito en Bourges delante de cerca de 1000 espectadores, Amélie-les-crayons se lleva la ovación del público y el Premio del Jurado en el Festival Alors Chante de Montauban el 22 de mayo de 2004. En julio de 2004, Quebec le concede el premio Félix Leclerc por la calidad de su espectáculo, sus piezas musicales y su defensa de una canción francesa viva y moderna.
En septiembre de 2004 comienzan una gira bautizada "Le Tour de la Question" ("La Gira de la Pregunta"), que les lleva durante ese año y el siguiente por Francia, Suiza, Bélgica, Quebec y Finlandia. Por el éxito encontrado, una nueva gira titulada malicionsamente "Le Retour de la Question" ("El Regreso de la Pregunta", juego de palabras con el nombre de su anterior gira), arranca hasta agosto de 2006. Al acabar, publican un DVD de 3 horas, que contiene su actuación en Lyon a finales de 2005, a la vez que se ponen a trabajar para crear un espectáculo completamente nuevo y un nuevo álbum para 2007.
En abril de 2007, Amélie presenta en el Train-Théâtre de Portes-lès-Valence (Drôme), su nuevo espectáculo, acompañada de 3 nuevos músicos: Olivier Longre, Antoine Amigues y Guillaume Clary. En octubre, sacan el nuevo álbum, titulado "La porte plume" ("El portaplumas"), con 15 canciones, que recibe de inmediato las alabanzas de público y crítica. Entre otros, recibe el Gran Premio de la Academia Charles Cros. Una nueva gira comienza en octubre de ese mismo año, llenando salas por toda Francia y Suiza. En septiembre de 2008, comienzan una nueva gira que durará hasta agosto de 2009.

## Discografía
- Le chant des coquelicots (2002)
- Et pourquoi les crayons ? (2004)
- Le tour de la question DVD (2006)
- La Porte Plume (2007)